# 赫伯特·亨克
赫伯特·埃德温·亨克（Herbert Edwin Huncke ， 1915年1月9日– 1996年8月8日）是一位美国作家和诗人。他是垮掉的一代的成员。   他高中未讀完就辍学和吸毒，後來又坐過牢。出獄後開始寫作。